# Garafilia Mohalbi
Garafilia Mohalbi, död 1830, var en osmansk slav.
Hon var grek från den grekiska ön Psara. Hennes familj mördades under det grekiska upproret mot Osmanska riket på Psara 1824 och hon såldes på slavmarknaden. Vid tio års ålder vädjade hon till en amerikansk köpman, Langdon, på en gata i Smyrna, där hon framgångsrikt bad honom att rädda henne från slaveriet. Han köpte henne och sände henne till sin familj i Boston, där hennes öde blev berömt inom abolitionismen. 